# HMS Richmond (F239)

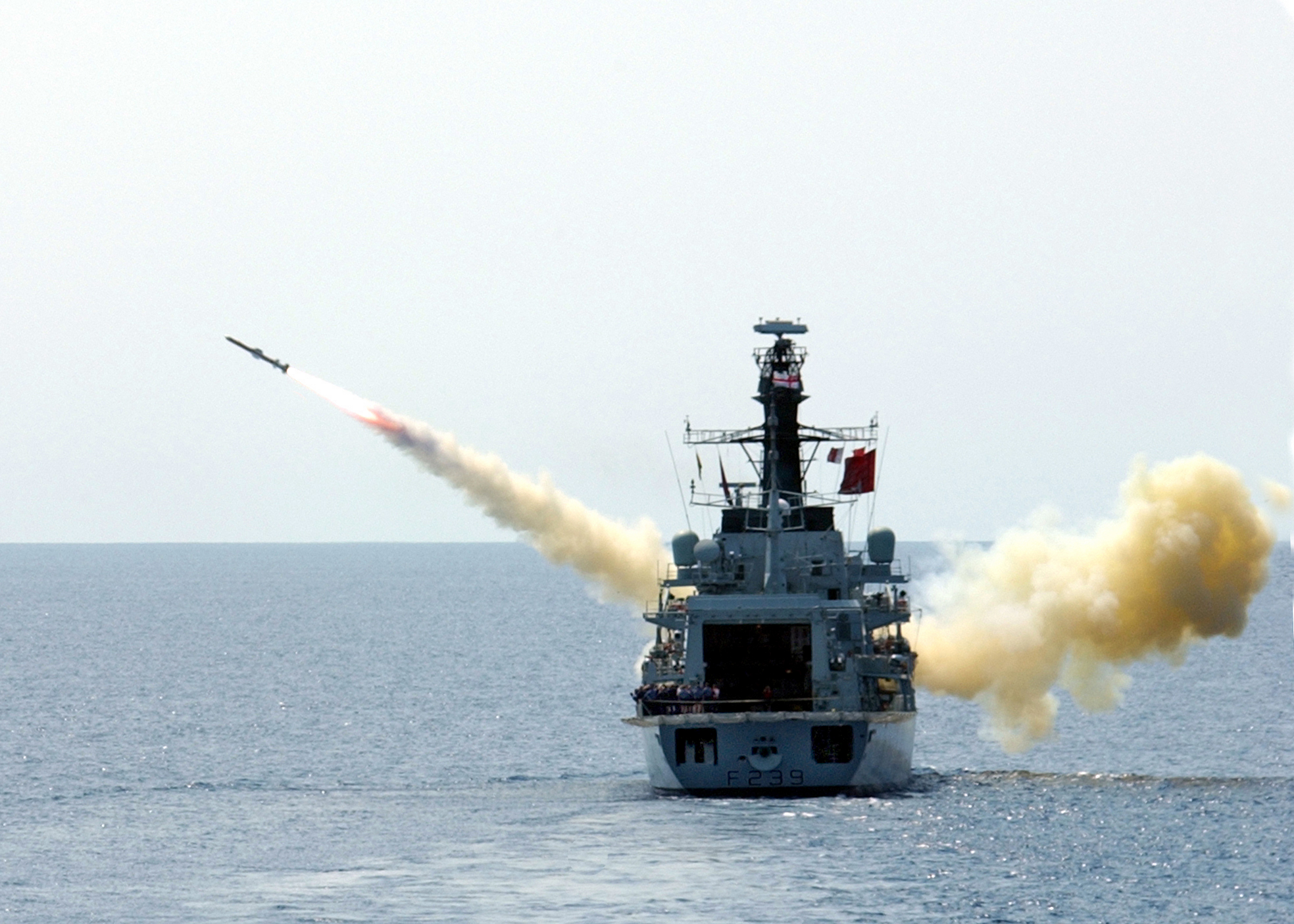
O HMS Richmond disparando um míssel AGM-84 Harpoon.

O HMS Richmond é uma fragata Type 23 da Marinha Real Britânica. Esta no serviço ativo desde 1995.